# إتش بي. قالبرايث
إتش بي. قالبرايث (بالإنجليزية: H. B. Galbraith)‏ هو مدير فني أمريكي، ولد في 23 ديسمبر 1883 في ألتونا في الولايات المتحدة، وتوفي في 13 أغسطس 1947 في براونزفيل في الولايات المتحدة.

## وصلات خارجية
- إتش بي. قالبرايث على موقعبيزبول رفرنس.كوم (الدوري الثانوي) (الإنجليزية)